# Rima Artsimovich
La Rima Artsimovich è una struttura geologica della superficie della Luna.